# グスタフ・ロッホ

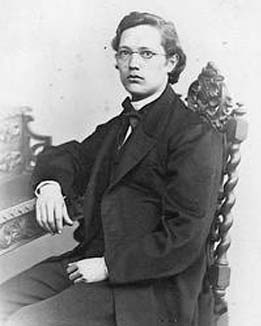
グスタフ・ロッホ

グスタフ・ロッホ（Gustav Roch, 1839年12月9日 - 1866年11月21日）はドイツの数学者。26年のごく短い生涯のうちにリーマン面の理論に関して顕著な業績を残したことで知られる。

## 人物
ライプツィヒに生まれ、父の勧めによりドレスデンの工科大学では化学を専攻した。しかし、数学者のen:Oscar Schlomilchはロッホの優れた数学の才能を見出し、数学のキャリアへと彼を導いた。工科大学での勉強と平行して個人的な勉強も進め、早くも1859年には電磁気学に関する研究論文を発表している。
1859年の終わりにはライプツィヒ大学に入学し、メビウスの影響を受けながら、電磁気学の研究を続けた。1861年にはゲッティンゲン大学へ行き、ヴェーバーの下で研究しつつ、リーマンの講義も受けた。ゲッティンゲンで3学期を過ごした後、ベルリン大学へ行き、クロネッカーやワイエルシュトラスなどと会った。電磁気学の研究により、1862年にはライプツィヒ大学より修士の学位を受け、後に博士の学位を受けている。
この頃から彼の研究は数学に傾いてくる。次の年には、今日まで彼の名前を知らしめることになる結果であるリーマン・ロッホの定理（命名したのはマックス・ネーター）を含む論文を発表している。この定理は、リーマン面の位相的な分類を、純粋に代数的な性質と結びつけるものである。
しかし、そのわずか2年後には、ロッホの体は結核に侵された。温暖なヴェネツィアに移ることで回復を期したが、1ヵ月後に当地で没した。